# Petrejoides caldasi
Petrejoides caldasi là một loài bọ cánh cứng trong họ Passalidae. Loài này được Reyes-Castillo & Pardo miêu tả khoa học năm 1994.